# Шакл-Айленд (Теннессі)
Шакл-Айленд (англ. Shackle Island) — переписна місцевість (CDP) в США, в окрузі Самнер штату Теннессі. Населення — 3331 особа (2020).

## Географія
Шакл-Айленд розташований за координатами 36°22′39″ пн. ш. 86°37′0″ зх. д. / 36.37750° пн. ш. 86.61667° зх. д. (36.377470, -86.616631).  За даними Бюро перепису населення США в 2010 році переписна місцевість мала площу 14,47 км², уся площа — суходіл.

## Демографія
Згідно з переписом 2010 року, у переписній місцевості мешкали 2844 особи в 960 домогосподарствах у складі 850 родин. Густота населення становила 196 осіб/км².  Було 992 помешкання (69/км²).
Расовий склад населення:
| - 94,1 % — білих - 2,6 % — чорних або афроамериканців - 1,1 % — азіатів - 0,5 % — корінних американців |

До двох чи більше рас належало 1,2 %. Частка іспаномовних становила 2,0 % від усіх жителів.
За віковим діапазоном населення розподілялося таким чином: 26,7 % — особи молодші 18 років, 64,0 % — особи у віці 18—64 років, 9,3 % — особи у віці 65 років та старші. Медіана віку мешканця становила 41,8 року. На 100 осіб жіночої статі у переписній місцевості припадало 100,3 чоловіків;  на 100 жінок у віці від 18 років та старших — 97,2 чоловіків також старших 18 років.
Середній дохід на одне домашнє господарство  становив 123 299 доларів США (медіана — 115 087), а середній дохід на одну сім'ю — 131 958 доларів (медіана — 116 744). За межею бідності перебувало 1,8 % осіб, у тому числі 0,0 % дітей у віці до 18 років та 0,0 % осіб у віці 65 років та старших.
Цивільне працевлаштоване населення становило 1640 осіб. Основні галузі зайнятості: освіта, охорона здоров'я та соціальна допомога — 31,2 %, роздрібна торгівля — 11,5 %, фінанси, страхування та нерухомість — 11,3 %.